# Grenaldo de Jesus da Silva
Grenaldo de Jesus da Silva (São Luís do Maranhão, 17 de abril de 1941 — São Paulo, 30 de maio de 1972) foi um marinheiro da Escola de Aprendizes Marinheiros do Ceará por quatro anos até ser expulso por participação política favorável a João Goulart, que foi deposto da presidência do Brasil pela ditadura militar em 1964.
Grenaldo foi condenado a cinco anos e dois meses de prisão, mas não cumpriu a pena, vivendo em Guarulhos como foragido da Justiça. Em 1972, morreu enquanto tentava sequestrar um avião da Varig que decolaria para Curitiba, no Aeroporto de Congonhas.
Oficialmente, ele se suicidou com um tiro na nuca, mas, recentemente, uma reportagem da revista Época revelou que, na verdade, Grenaldo foi executado pelos agentes do DOI/CODI-SP.
É um dos casos investigados pela Comissão da Verdade, que apura mortes e desaparecimentos na ditadura militar brasileira.

## Biografia
Grenaldo de Jesus da Silva nasceu no dia 17 de abril de 1941, na cidade de São Luís, no Maranhão em uma família de baixo poder aquisitivo. Era o filho mais velho dentre 12 irmãos. Seu pai era alfaiate, e a mãe servente de escola. Ingressou na Escola de Aprendizes Marinheiros do Ceará em 1960, quando tinha 18 anos.
Porém, em 1964, quando completou quatro anos na escola e era marinheiro de 2ª classe, foi expulso em função de sua participação política e por ter se perfilado ao lado de João Goulart contra a ditadura militar, acabando condenado a cinco anos e dois meses de prisão. Esta foi a pena mais alta pena dentre os 414 marinheiros julgados na ocasião.
Para não ser preso, mudou-se para Guarulhos, na Grande São Paulo, e passou a viver como foragido. Na cidade, trabalhou como porteiro e vigilante da empresa de capital fechado Camargo Corrêa. Neste período, casou-se com Mônica Mesut e teve um filho, batizado com o seu próprio nome. A partir de 1971, começou a receber cartas que provavelmente o avisavam de que havia sido descoberto. Para evitar ser detido, saiu de casa sem avisar a mulher, que não sabia do seu passado.
Diferente de seu marido subversivo que havia conseguido uma oportunidade boa de subir na vida através da Marinha Do Brasil, Monica tinha uma história de dificuldades. Na infância, foi retirada ainda bebê dos braços da mãe, morta na Alemanha durante a Segunda Guerra Mundial. Eles, então, se relacionaram pensando apenas em construir uma nova vida, o que não aconteceu pois ele escondeu dela seu passado criminoso.
Desde a saída de casa, ela só voltou a ter notícias do marido no dia 30 de maio de 1972, quando soube da morte de Grenaldo. Ele havia tentado sequestrar um avião da Varig, no Aeroporto de Congonhas, que partia para Curitiba, mas acabou morto depois de ter liberado todos os passageiros e de a tripulação ter escapado. A versão oficial da requisição do exame necroscópico é de suicídio de terrorista com tiro na nuca. No dia seguinte à morte, a manchete "Encurralado, terrorista suicidou-se" foi estampada nos principais jornais do Brasil.  

## Morte
Em versão oficial divulgada, Grenaldo de Jesus da Silva teria se suicidado na tentativa do sequestro do avião em São Paulo no aeroporto de Congonhas, que ficou conhecido como "O Sequestro do Electra II".O laudo da necropsia indica a causa da morte como "traumatismo craniano encefálico", assinado pelos legistas Sérgio Belmiro Acquesta e Helena Fumie Okajima. O exame do IML leva a famosa marca de um "T", usada para identificar os militantes políticos, tem assinatura de Alcides Cintra Bueno Filho, delegado do DOPS.
Em março de 2003, trinta e um anos após a morte, que se inicia o desvendar da verdadeira história da noite de 30 de maio de 1972. Uma fotografia de Grenaldo divulgada em matéria da Época levou uma testemunha do sequestro a entrar em contato com a publicação. 
José Barazal Alvarez, sargento especialista da Aeronáutica e controlador de tráfego aéreo no aeroporto de Congonhas, trabalhou no dia da tentativa de seqüestro e na comunicação com a tripulação do avião. Recebeu a missão de reunir os pertences de Grenaldo Jesus da Silva e redigir um relatório, missão esta que o atormentaria nos próximos 30 anos. Encontrou no bolso, junto ao peito, uma carta-testamento para o filho manchada de sangue por um segundo tiro, contrariando os registros da Aeronáutica e do Instituto Médico Legal que indicavam o suicídio com um único tiro.
Ao ver a foto, decidiu quebrar o silêncio sobre o caso que o atormentava e procurar o filho da vítima política. Sem sucesso, o encontro entre os dois só ocorreu após uma cunhada de Grenaldo ver a mesma reportagem. No dia 26 de julho de 2003, José pôde contar o conteúdo da carta que encontrara que, dirigida ao filho, explicava que o sequestro do avião que seria para chegar ao Uruguai e, assim que possível, voltaria para buscar a família.
Desde então, Grenaldo da Silva Mesut, filho de Grenaldo Jesus da Silva, começou uma intensa busca pela história de seu pai, a fim de passar seu nome a limpo. Entre fotos tenebrosas do corpo no arquivo do Dops, trocas de ofícios entre a polícia, o Exército e a Aeronáutica, descobriu sua própria história.  "Até então, eu tinha vivido sem nada atrás de mim. Não sabia nem de onde vinha o meu nome. Foi preenchida uma enorme lacuna na minha vida. Ganhei uma identidade e uma história.", afirmou à jornalista Eliane Brum na reportagem para a Revista Época.
No dia 10 de agosto de 2004, a Comissão Especial de Mortos e Desaparecidos Políticos do governo federal decidiu, por unanimidade, que o marinheiro Grenaldo de Jesus Silva, morto em 30 de maio de 1972, foi executado pela ditadura militar.
Em setembro de 2009, o nome de Grenaldo de Jesus Silva volta a mídia com a abertura da vala comum no cemitério Dom Bosco, localizado no bairro de Perus em São Paulo, foi aberto. Constava que seis presos políticos estavam enterrados: Denis Antonio Casemiro, Flávio Carvalho Molina, Frederico Eduardo Mayr, e os três ex-militantes que atuaram na guerrilha urbana, Francisco José de Oliveira, Dilmas Antônio Casemiro  e Grenaldo. Porém, a exumação indicou 1.049 ossadas. 
Documentos encontrados em arquivos da ditadura militar indicam que os militantes teriam sido enterrados como indigentes. Na mesma ala do cemitério onde foram “desovados” vítimas dos grupos de extermínio (esquadrão da morte) que atuaram na repressão política entre o final dos anos de 1960 e início dos anos de 1970. João Godoy produziu em 1994 o documentário "Vala Comum" sobre o caso. Entrevistas com os familiares e importantes imagens de arquivo mostram os paradoxos da época.
Em 16 de abril de 2025, a Comissão Especial sobre Mortos e Desaparecidos Políticos oficialmente anunciou em coletiva de imprensa na Universidade Federal de São Paulo que os restos mortais na vala clandestina de Perus foram identificados como Denis Casemiro e Grenaldo de Jesus Silva, vítimas da ditadura.

## Homenagem
Em 2017, três cemitérios de São Paulo ganharam placas para homenagear as vítimas da Ditadura Militar que foram sepultadas nos cemitérios municipais da cidade entre os anos de 1969 e 1979. Além dos nomes nas placas, houve também o plantio de árvores de Ipês nesses lugares.
O primeiro a receber a homenagem foi o Cemitério Dom Bosco, seguido do de Campo Grande e, por fim, o de Vila Formosa. O projeto, que contemplou o nome de Grenaldo de Jesus da Silva, foi uma parceria entre três secretarias: a de Direitos Humanos e Cidadania (SMDHC), a do Verde e Meio Ambiente (SVMA) e a do Serviço Funerário do Município de São Paulo (SFMSP).